# Pasterek blady
Pasterek blady (Opilo pallidus) – gatunek chrząszcza z rodziny przekraskowatych. Zamieszkuje Europę i północną część Afryki. Stanowi relikt lasów pierwotnych. Jest drapieżnikiem polującym na owady ksylofagiczne i kambiofagiczne. Jego larwy rozwijają się w żerowiskach położonych w szczytowych partiach starych dębów i innych drzew liściastych. Jest silnie zagrożony przez gospodarkę leśną i zabiegi pielęgnacyjne prowadzone w parkach.

## Morfologia
Chrząszcz o wydłużonym ciele długości od 8 do 10,5 mm, porośniętym żółtobiałym owłosieniem. Głowę ma błyszcząco żółtą, nieszczególnie silnie punktowaną, zaopatrzoną w duże oczy złożone o słabo wykrojonych przednich brzegach, długie czułki o spłaszczonych członach nasadowych oraz głaszczki szczękowe z trójkątnymi członami szczytowymi. Punkty na lśniącym przedpleczu są bardzo drobne i rzadko rozmieszczone. Barwa pokryw jest słomkowożółta, często z podłużną, brązową plamką za środkiem długości. Spośród rzędów punktów na pokrywach te wewnętrzne zanikają w połowie długości, natomiast zewnętrzne sięgają trochę dalej w tył. Brzuszna strona ciała oraz całe odnóża mają żółty kolor.

## Biologia i ekologia
Owad ten jest gatunkiem saproksylicznym, związanym z lasami o charakterze naturalnym, zaliczanym do reliktów lasów pierwotnych. Zasiedla stanowiska z licznymi starymi, obumierającymi drzewami liściastymi, zwłaszcza dębami, znajdujące się w lasach, na ich pobrzeżach oraz w parkach miejskich. 
Zarówno larwy jak i owady dorosłe są drapieżnikami, wyspecjalizowanymi w polowaniu na larwy i postacie dorosłe owadów ksylofagicznych i kambiofagicznych, zwłaszcza chrząszczy z takich grup jak kołatkowate, kózkowate, miazgowce oraz kornikowate i inne ryjkowce. Larwy pasterka przechodzą rozwój w wierzchołkowych gałęziach starych dębów i drzew owocowych, rzadziej innych, np. buków i trzmielin. Bytują w żerowiskach wspomnianych ksylo- i kambiofagów i tam też się przepoczwarczają.
Owady dorosłe również są arborikolami, bytującymi głównie w koronach drzew. Bywają jednak spotykane na roślinach zielnych pod drzewami, zwłaszcza po silniejszym wietrze, a także pod leżącymi na ziemi gałązkami i kawałkami kory. Wiele pozyskanych zostało drogą hodowli z materiału lęgowego.

## Rozprzestrzenienie i zagrożenie
Owad zachodniopalearktyczny. W Europie znany jest z części środkowej i południowej, w tym Francji, Niemiec, Polski, Czech, Austrii, Węgier i Włoch. Poza Europą występuje w Afryce Północnej. W całym zasięgu jest rzadko spotykany.
W Polsce jest chrząszczem bardzo rzadkim. Mimo intensywnych poszukiwań po 1975 roku odnotowano go na nielicznych stanowiskach: w Bielinku, Wielkopolsce, na Nizinie Mazowieckiej, Wzgórzach Trzebnickich, Górnym i Dolnym Śląsku, Wyżynie Małopolskiej oraz w Bieszczadach. Na początku XXI wieku trend jego populacji w tym kraju określono jako spadkowy i wskazano, że grozi jej całkowity zanik. Umieszczono go na Czerwonej liście zwierząt ginących i zagrożonych w Polsce oraz w Polskiej czerwonej księdze zwierząt jako gatunek zagrożony wymarciem w tym kraju (EN). Nie został jednak objęty ochroną gatunkową.
Pasterkowi blademu silnie zagraża gospodarka leśna, a także zabiegi pielęgnacyjne w parkach miejskich i podworskich, polegające na usuwaniu obumierających i martwych drzew i ich części. Dla zachowania wymaga drzewostanów z dużym udziałem starych dębów i innych drzew liściastych, zasiedlonych przez kambio- i ksylofagi. W szerszej perspektywie wymaga dużej różnorodności wiekowej drzew w lasach.